# Meridiano 162 E
O meridiano 162 E é um meridiano que, partindo do Polo Norte, atravessa o Oceano Ártico, Ásia, Oceano Pacífico, Oceano Antártico, Antártida e chega ao Polo Sul. Forma um círculo máximo com o Meridiano 18 W.
Começando no Polo Norte, o meridiano 162º Este tem os seguintes cruzamentos:
| País, território ou mar | Notas |
| ----------------------- | --- |
| Oceano Ártico           | |
| Mar Siberiano Oriental  | Passa entre as Ilhas Medvyezhi, Iacútia, Rússia                                                                                               |
| Rússia                  | Iacútia Okrug Autónomo de Chukotka Oblast de Magadan                                                                                          |
| Mar de Okhotsk          | Baía de Penjin |
| Rússia                  | Krai de Kamtchatka - Península de Kamchatka                                                                                                   |
| Oceano Pacífico         | |
| Rússia                  | Krai de Kamtchatka - Península de Kamchatka                                                                                                   |
| Oceano Pacífico         | Passa a oeste do atol Enewetak, Ilhas Marshall · Passa a leste da ilha Ulawa, Ilhas Salomão · Passa a leste da ilha Malaupaina, Ilhas Salomão |
| Ilhas Salomão           | Ilha Makira |
| Mar de Coral            | |
| Oceano Pacífico         | |
| Oceano Antártico        | Passa a oeste da Ilha Young, Ilhas Balleny, reivindicada pela Nova Zelândia                                                                   |
| Antártida               | Dependência de Ross, reivindicada pela Nova Zelândia                                                                                          |